# Zhong Ding
Zhong Ding (仲丁) de son nom personnel Zi Zhuang (子庄). Il était le neuvième roi de la dynastie Shang. Il succéda à son père Tai Wu.

## Règne
Il fut intronisé à Bo (亳) de -1562 à -1549, mais changea de capitale l'année suivante, pour se fixer à Ao (隞). Dans la sixième année de son règne, il attaqua les Barbares bleus (藍夷).

## Succession
Son frère Wai Ren lui succéda.